# Karang Gayam (Blega)
Karang Gayam is een bestuurslaag in het regentschap Bangkalan van de provincie Oost-Java, Indonesië. Karang Gayam telt 2766 inwoners (volkstelling 2010).